# ВВК Арена
«ВВК Аре́на» (нем. WWK Arena) — стадион в городе Аугсбурге, домашняя арена футбольного клуба «Аугсбург». Был построен 26 июля 2009 года.
Стадион вмещает 30 660 зрителей (19 060 кресел и 11 034 стоячих мест). В будущем планируется провести второй этап строительства и расширить стадион до вместимости 49000 зрителей.
Во время проектирования и строительства стадион назывался «Аугсбург Арена». При открытии стадион получил коммерческое название Impuls Arena, 1 июля 2011 года он был переименован в SGL Arena. Через 4 года 1 июля 2015 года права на наименование стадиона приобрела страховая компания и арена получила название WWK Arena.
Арена принимала некоторые матчи Чемпионата мира по футболу среди женщин 2011. Во время соревнований ФИФА арена именовалась «FIFA Women’s World Cup Stadium Augsburg».

## Ссылки

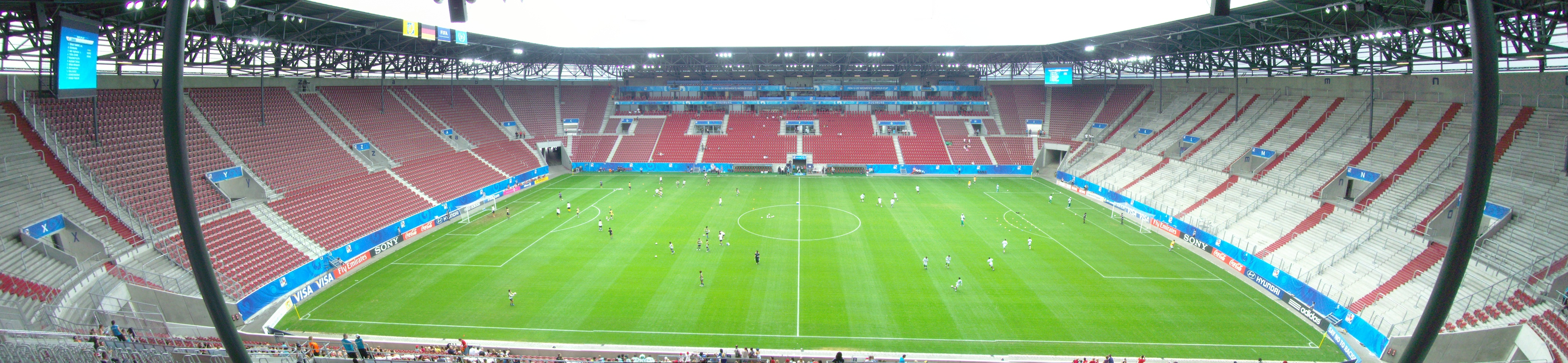
Панорама стадиона